# هوارد باسكرفيل
هوارد باسكرفيل (بالإنجليزية: Howard Baskerville) هو مدرس أمريكي، ولد في 10 أبريل 1885 في نورث بلات في الولايات المتحدة، وتوفي في 19 أبريل 1909 في إيران.